# Trigonopterygoidea
Super-famille
Les Trigonopterygoidea sont une super-famille d'insectes orthoptères.

## Distribution
Les espèces de cette super-famille se rencontrent en Asie du Sud-Est, en Asie du Sud et au Mexique.

## Liste des familles
Selon Orthoptera Species File (12 juillet 2018) :
- Trigonopterygidae Walker, 1870
- Xyronotidae Bolívar, 1909

## Publication originale
- Walker, 1870 : Catalogue of the Specimens of Dermaptera Saltatoria in the Collection of the British Museum. vol. 3 Locustidae (contd.), Acrididae. British Museum, London, p. 425-604.